# Capnia bifida
Capnia bifida is een steenvlieg uit de familie Capniidae. De wetenschappelijke naam van de soort is voor het eerst geldig gepubliceerd in 1960 door Jewett.